# اولگا خاچاتریان
اولگا خاچاتریان ( انگلیسی: Olga Hachatryan؛ زادهٔ ۶ ژوئیهٔ ۱۹۹۲) شناگر زن  رشته شنای آزاد ارمنی‌تبار اهل ترکمنستان است که نماینده ترکمنستان در بازی‌های المپیک تابستانی ۲۰۰۸ در پکن بود جایی که در رشته ۱۰۰ متر آزاد زنان به رقابت پرداخت.